# Stig Åkervall
Stig August Valdemar Åkervall, född 15 september 1919 i Hed, Västmanland, död 1951 i Stockholm, var en svensk tecknare och grafiker.
Åkervall studerade vid Tekniska skolan 1936–1937, Edvard Berggrens målarskola 1938–1939, Otte Skölds målarskola 1940 samt Konsthögskolan med avbrott för sjukdomsperioder 1940–1947. Hans konstnärskap hämmades på grund av ohälsa, som krävde årslånga vistelser på Österåsens sanatorium, första gången 1943. Han tilldelades han Ester Lindahls resestipendium 1947–1948 och företog studieresor till Kanarieöarna, Spanien, Frankrike och Italien. Tillsammans med Gösta Liljedahl och Pär Lindblad ställde han ut på Färg och Form i Stockholm 1951. Han var gift med Doris Eva Britta Åkervall.